# 2K12 Kub
A 2K12 Kub (2К12 Куб) közepes hatótávolságú csapatlégvédelmi rakéta, melyet az 1960-as években fejlesztettek ki a Szovjetunióban. A félaktív rádiólokátoros önirányítású rakétát lánctalpas, terepjáró, légi úton is szállítható alvázra telepítették, ütegenként egy 1SZ91 felderítő lokátora GM–578 típusú alvázon van. Indítóállványa a 2P25M néven a GM–568 típusú alvázra került kialakításra. A 3M9 típusú rakéta szilárd hajtóanyagú, kétfokozatú fegyver, melynek második fokozata, az utazófokozat, egy utánégetős rakétahajtómű.

## Krug-rendszer
A Kub-nál korábban fejlesztették ki a 2K11 Krug rendszert, melynek számos eleme alapot adott a további önjáró légvédelmi rakétarendszerek fejlesztésére és amellyel kiegészítik egymást. A Kub elsősorban a kisebb távolságon és magasságon repülő célokat, a Krug a távolabbiakat támadhatja. Mivel a Krug az elavult parancsirányítású rendszert alkalmazza, a  Kub lényegesen elterjedtebb és sikeresebb rakétarendszer, szinte az összes, hadrendbe állítása után vívott helyi háborúban lőttek le vele repülőgépeket, a jom kippuri háborúban az Izraeli Légierőnek súlyos veszteségeket okozott. A rendszer korszerűsített változata napjainkban is hadrendben áll több országban, többek között a Magyar Honvédségnél is. Továbbfejlesztésével hozták létre a 9K37 Buk rendszert.

## Rendszeresítők
- Algéria
- Bulgária
- Csehország
- Egyiptom
- Horvátország
- India
- Irán - Jelentések szerint 1995/1996-ban Oroszország nyolc darab indítójárművet juttatott Iránnak.
- Kuba
- Lengyelország
- Líbia
- Magyarország
- Mianmar
- Mozambik
- Oroszország – csak a IVC 3M20M3 Penie gyakorlórendszer részeként tartják hadrendben.[1][2]
- Örményország
- Pakisztán[3]
- Románia
- Szerbia
- Szíria
- Szlovákia
- Vietnám

### Korábbi használók
- Csehszlovákia
- Irak
- Jugoszlávia
- Szovjetunió